# 2000-es klasszikus sakkvilágbajnokság
 Ez a cikk a sakkjátszmák algebrai lejegyzését alkalmazza.
A 2000-es klasszikus sakkvilágbajnokság, amelyet a Professzionális Sakkszövetség (PCA) szervezett, a világranglista alapján egy kvalifikációs párosmérkőzésből, valamint a világbajnoki döntőből állt.
Bár a kvalifikációs mérkőzés során Alekszej Sirov győzött, és ezzel megszerezte a világbajnok kihívásának jogát, a világbajnoki döntő feltételeiről nem tudtak megegyezni Kaszparovval, ezért a döntő a kvalifikációs mérkőzés vesztese, Vlagyimir Kramnyik és Garri Kaszparov között jött létre Londonban 2000. október 8. és november 4. között. A mérkőzésen Kramnyik 8,5–6,5 arányban győzött, ezzel megszerezte a klasszikus világbajnoki címet.

## Előzmények
A regnáló hivatalos világbajnok Garri Kaszparov az 1993-as világbajnoki döntő előtt saját sportszövetséget alapított, a Professzionális Sakkozók Szövetségét (PCA), és annak keretén belül rendezte meg az 1993-as „klasszikusnak” nevezett világbajnoki döntőt a világbajnokjelöltek versenyének győztesével, az angol Nigel Shorttal. Címét az 1995-ben vívott világbajnoki döntőben sikeresen megvédte Visuvanádan Ánand ellen.
1993-tól 2006-ig, az úgynevezett „címegyesítő” mérkőzésig a sakkozás két világbajnokot tartott nyilván, mert a FIDE megfosztotta világbajnoki címétől és törölte ranglistájáról Kaszparovot, és saját világbajnoki versenysorozatot szervezett, amelynek győztese a FIDE-világbajnok címet kapta.
Kaszparov sakkszövetsége, a PCA nem tudta finanszírozni egy olyan világbajnoki versenysorozat lebonyolítását, mint amelyen a FIDE választja ki a világbajnok kihívóját, és amelyet az 1995-ös klasszikus sakkvilágbajnokság során a PCA is megrendezett. Ezért Kaszparov a világranglistán elfoglalt helyük alapján választotta ki azt a két versenyzőt, akik egy kvalifikációs mérkőzés során egymás között eldöntik, hogy ki legyen a regnáló világbajnok kihívója.
Az 1998. januári világranglistán Vlagyimir Kramnyik és Visuvanádan Ánand álltak Kaszparov mögött. Ánand a konkurens szövetség világbajnoki versenysorozatán játszott, és ebben az időben nem kívánt a PCA-világbajnoki címért játszani. A PCA szerinti világranglistán a sorban következő játékos Alekszej Sirov volt.

### Kvalifikációs mérkőzés
A Kramnyik–Sirov kvalifikációs mérkőzésre 1998. május 24. – június 5. között a spanyolországi Cazoriában került sor. A 10 játszmásra tervezett párosmérkőzést Sirov két győzelemmel hét döntetlen mellett (+2=7-0) arányban megnyerte, és ezzel elnyerte a jogot, hogy párosmérkőzésre hívja ki Garri Kaszparovot, a regnáló klasszikus sakkvilágbajnokot.
| Versenyző          | Ország        | Élő-p. | 1 | 2 | 3 | 4 | 5 | 6 | 7 | 8 | 9 | Pont |
| ------------------ | ------------- | ------ | - | - | - | - | - | - | - | - | - | ---- |
| Vlagyimir Kramnyik | Oroszország   | 2790   | ½ | ½ | ½ | 0 | ½ | ½ | ½ | ½ | 0 | 3½   |
| Alekszej Sirov     | Spanyolország | 2710   | ½ | ½ | ½ | 1 | ½ | ½ | ½ | ½ | 1 | 5½   |
Kaszparov és Sirov nem tudtak megegyezni a mérkőzés feltételeiben, illetve megfelelő szponzor sem akadt a mérkőzés lebonyolítására. Sirov elutasította Kaszparov ajánlatát, de sajtóközleményt adott ki arról, hogy ez részéről nem a mérkőzés elutasítását jelentette. 1998. decemberben még mindig egy Kaszparov–Sirov-mérkőzés megtartásáról beszéltek.
Kaszparov 1999. februárban mondott le végleg arról, hogy Sirovval mérkőzzön a világbajnoki címért. Ekkor kezdett ismét egy Kaszparov–Ánand-párosmérkőzés lehetőségeiről tárgyalni. 1999-ben a tárgyalások nem vezettek eredményre. 2000. márciusban sikerült Kaszparov számára megfelelő szponzort találni, azonban a szponzoráció Ánand számára nem volt megfelelő. Ekkor Kaszparov az erősorrend szerinti következő versenyzővel, Kramnyikkal kezdett tárgyalásokat. A kihívó kiválasztásának jogszerűségét bírálva Sirov még 2006-ban sem ismerte el Kramnyik világbajnoki címét. Eredményei alapján ugyanakkor a közvélemény Kramnyikot sokkal alkalmasabbnak tartotta a világbajnoki címért folyó küzdelemre, mint Sirovot. Ezt a Kaszparov elleni eredményük is alátámasztja: Sirov ellen Kaszparov győzelmi aránya 9–0 volt, Ánand ellen 14–3, míg Kramnyikkal a hagyományos időbeosztású játszmákban 3–3-ra állt.

## A világbajnoki döntő
Garri Kaszparov és Vlagyimir Kramnyik „klasszikus” világbajnoki döntő párosmérkőzésére (szponzorált nevén: Braingames World Chess Championships) a Professzionális Sakkozók Szövetsége (PCA) szervezésében 2000. október 8. – november 4. között került sor Londonban. A mérkőzés helyszíne a London Hammersmith városrészében levő Riverside Television Studios volt. A díjalap 2 millió dollár, amelynek 2/3-át kapta a győztes. A mérkőzést 16 játszmásra tervezték, pontegyenlőség esetén Kaszparov megtartotta volna világbajnoki címét.
A mérkőzést Kramnyik 8,5–6,5 arányban nyerte, ezzel megszerezte a klasszikus világbajnoki címet.

### A mérkőzés lefolyása
Kramnyik megnyerte a második játszmát, majd hét döntetlent követően a 10. játszmában ismét győzni tudott. Kaszparov nem tudta megtörni Kramnyik védekezését az általa választott szolid megnyitási változatokban. Kramnyik a győzelmét a megnyitásokra való gondos felkészülésének köszönhette; ez különösen érvényes a spanyol megnyitás berlini védelmére. A 2. játszmában Kaszparov kedvenc Grünfeld-védelme ellen alkalmazott újítása után a világbajnok a mérkőzésen ezt követően többször már nem játszotta meg a Grünfeld-védelmet.

### A játszmánkénti eredmények
| Versenyző          | Ország      | Élő-p. | 1 | 2 | 3 | 4 | 5 | 6 | 7 | 8 | 9 | 10 | 11 | 12 | 13 | 14 | 15 | Pont |
| ------------------ | ----------- | ------ | - | - | - | - | - | - | - | - | - | -- | -- | -- | -- | -- | -- | ---- |
| Garri Kaszparov    | Oroszország | 2849   | ½ | 0 | ½ | ½ | ½ | ½ | ½ | ½ | ½ | 0  | ½  | ½  | ½  | ½  | ½  | 6½   |
| Vlagyimir Kramnyik | Oroszország | 2772   | ½ | 1 | ½ | ½ | ½ | ½ | ½ | ½ | ½ | 1  | ½  | ½  | ½  | ½  | ½  | 8½   |

### A mérkőzés játszmái
A mérkőzés összes játszmája megtalálható a Chessgames honlapján. A döntéssel végződött, illetve érdekesebb játszmák:
2. játszma Kramnyik–Kaszparov 1–0 40 lépés
Grünfeld-védelem, modern csereváltozat ECO D85
1. d4 Hf6 2. c4 g6 3. Hc3 d5 4. cxd5 Hxd5 5. e4 Hxc3 6. bxc3 Fg7 7. Hf3 c5 8. Fe3 Va5 9. Vd2 Fg4 10. Bb1 a6 11. Bxb7 Fxf3 12. gxf3 Hc6 13. Fc4 O-O 14. O-O cxd4 15. cxd4 Fxd4 16. Fd5 Fc3 17. Vc1 Hd4 18. Fxd4 Fxd4 19. Bxe7 Ba7 20. Bxa7 Fxa7 21. f4 Vd8 22. Vc3 Fb8 23. Vf3 Vh4 24. e5 g5 25. Be1 Vxf4 26. Vxf4 gxf4 27. e6 fxe6 28. Bxe6 Kg7 29. Bxa6 Bf5 30. Fe4 Be5 31. f3 Be7 32. a4 Ba7 33. Bb6 Fe5 34. Bb4 Bd7 35. Kg2 Bd2+ 36. Kh3 h5 37. Bb5 Kf6 38. a5 Ba2 39. Bb6+ Ke7 40. Fd5 1-0
4. játszma Kramnyik–Kaszparov ½–½ 74 lépés
Elfogadott vezércsel, klasszikus védelem ECO D27
1. d4 d5 2. c4 dxc4 3. Hf3 e6 4. e3 c5 5. Fxc4 a6 6. O-O Hf6 7. dxc5 Vxd1 8. Bxd1 Fxc5 9. Hbd2 Hbd7 10. Fe2 b6 11. Hb3 Fe7 12. Hfd4 Fb7 13. f3 O-O 14. e4 Bfc8 15. Fe3 Kf8 16. Hd2 He5 17. H4b3 Bc6 18. Bac1 Bac8 19. Bxc6 Bxc6 20. g4 h6 21. h4 Fc8 22. g5 hxg5 23. hxg5 Hfd7 24. f4 Hg6 25. Hf3 Bc2 26. Fxa6 Fxa6 27. Bxd7 Bxb2 28. Ba7 Fb5 29. f5 exf5 30. exf5 Be2 31. Hfd4 Be1+ 32. Kf2 Bf1+ 33. Kg2 Hh4+ 34. Kh3 Bh1+ 35. Kg4 Fe8 36. Ff2 Hg2 37. Ba8 Bf1 38. Kf3 Hh4+ 39. Ke2 Bh1 40. Hb5 Fxg5 41. Hc7 Ke7 42. Hxe8 Hxf5 43. Fxb6 Kd7 44. a4 Bh3 45. Hc5+ Kc6 46. a5 Be3+ 47. Kd1 Be7 48. Bc8+ Kb5 49. He4 Bxe4 50. Bc5+ Ka6 51. Hc7+ Kb7 52. Bxf5 Fe3 53. Fxe3 Bxe3 54. Bxf7 Be5 55. a6+ Kb6 56. Bxg7 Ba5 57. Kd2 Ba1 58. Kc2 Bh1 59. Kb2 (59.Bg8!! nyert volna) Bh8 60. Kb3 Bc8 61. a7 Kxa7 62. Kb4 Kb6 63. Hd5+ Ka6 64. Bg6+ Kb7 65. Kb5 Bc1 66. Bg2 Kc8 67. Bg7 Kd8 68. Hf6 Bc7 69. Bg5 Bf7 70. Hd5 Kd7 71. Bg6 Bf1 72. Kc5 Bc1+ 73. Kd4 Bd1+ 74. Ke5 (Döntetlen közös megegyezéssel) 1/2-1/2
|    | |    |    |    |    |    |    |
|    | \| \| \| \| \| \| \| \| \| \| \| \| \| \| \| \| \| \| \| \| \| \| \| \| \| \| \| \| \| \| \| \| \| \| \| \| \| \| \| \| \| \| \| \| \| \| \| \| \| \| \| \| \| \| \| \| \| \| \| \| \| \| \| \| \| \| \| \| \| \| \| \| |    |    |    |    |    |    |
|    | |    |    |    |    |    |    |
| a8 | b8 | c8 | d8 | e8 | f8 | g8 | h8 |
| a7 | b7 | c7 | d7 | e7 | f7 | g7 | h7 |
| a6 | b6 | c6 | d6 | e6 | f6 | g6 | h6 |
| a5 | b5 | c5 | d5 | e5 | f5 | g5 | h5 |
| a4 | b4 | c4 | d4 | e4 | f4 | g4 | h4 |
| a3 | b3 | c3 | d3 | e3 | f3 | g3 | h3 |
| a2 | b2 | c2 | d2 | e2 | f2 | g2 | h2 |
| a1 | b1 | c1 | d1 | e1 | f1 | g1 | h1 |

| a8 | b8 | c8 | d8 | e8 | f8 | g8 | h8 |
| a7 | b7 | c7 | d7 | e7 | f7 | g7 | h7 |
| a6 | b6 | c6 | d6 | e6 | f6 | g6 | h6 |
| a5 | b5 | c5 | d5 | e5 | f5 | g5 | h5 |
| a4 | b4 | c4 | d4 | e4 | f4 | g4 | h4 |
| a3 | b3 | c3 | d3 | e3 | f3 | g3 | h3 |
| a2 | b2 | c2 | d2 | e2 | f2 | g2 | h2 |
| a1 | b1 | c1 | d1 | e1 | f1 | g1 | h1 |

10. játszma Kramnyik–Kaszparov 1–0 25 lépés
Nimzoindiai védelem ECO E53
1. d4 Hf6 2. c4 e6 3. Hc3 Fb4 4. e3 O-O 5. Fd3 d5 6. Hf3 c5 7. O-O cxd4 8. exd4 dxc4 9. Fxc4 b6 10. Fg5 Fb7 11. Be1 Hbd7 12. Bc1 Bc8 13. Vb3 Fe7 14. Fxf6 Hxf6 (diagram) 15. Fxe6 fxe6 16. Vxe6+ Kh8 17. Vxe7 Fxf3 18. gxf3 Vxd4 19. Hb5 Vxb2 20. Bxc8 Bxc8 21. Hd6 Bb8 22. Hf7+ Kg8 23. Ve6 Bf8 24. Hd8+ Kh8 25. Ve7 1-0